# Alexander Riess
Alexander Riess, auch Rieß (* 9. März 1812 in Nauheim; † 31. Mai 1868 ebenda) war ein hessischer Gutsbesitzer und Politiker und Abgeordneter der Zweiten Kammer der Landstände des Großherzogtums Hessen.
Alexander Riess war der Sohn des Leutnants Johann Philipp Riess und dessen Ehefrau Catharine, geborene Eusser. Riess, der evangelischen Glaubens war, war Landwirt in Nauheim und heiratete Elisabeth geborene Mörler.
Von 1866 bis 1868 gehörte er der Zweiten Kammer der Landstände an. Er wurde für den Wahlbezirk Oberhessen 14/Nauheim gewählt. In den Ständen vertrat er Liberal-Konservative Positionen. Nach seinem Tod wurde Wilhelm Curtmann als Nachfolger gewählt.
Das Amt Dorheim mit Nauheim war bis 1866 kurhessisch (Hessen-Kassel) und wurde nach dem Preußisch-österreichischen Krieg im Friedensvertrag vom 3. September 1866 von Preußen in einem Gebietstausch an das Großherzogtum Hessen (Hessen-Darmstadt) weitergegeben.
1856 bis 1868 war er Bürgermeister von Nauheim.
Riess wurde auf dem Alten Friedhof beigesetzt. Sein Grab ist nicht mehr erhalten.
Nach ihm wurde in Bad Nauheim die Rießstraße benannt.